# Saint-Jean-sur-Reyssouze
Saint-Jean-sur-Reyssouze település Franciaországban, Ain megyében. Lakosainak száma 764 fő (2022. január 1.). Saint-Jean-sur-Reyssouze Béréziat, Chavannes-sur-Reyssouze, Jayat, Mantenay-Montlin, Marsonnas, Saint-Étienne-sur-Reyssouze, Saint-Julien-sur-Reyssouze és Servignat községekkel határos.

## Népesség
A település népessége az elmúlt években az alábbi módon változott:
| Lakosok száma | 818  | 578  | 541  | 684  | 733  | 731  | 744  | 756  | 767  | 764  |
|               | 1968 | 1982 | 1990 | 2006 | 2013 | 2015 | 2017 | 2019 | 2020 | 2022 |